# Ninon de Lenclos
Anne „Ninon“ de Lenclos, (též de l'Enclos či de Lanclos, pokřtěna 10. listopadu 1620 Paříž – 17. října 1705 tamtéž) byla francouzská kurtizána, salonnière (hostitelka salónu) a autorka dopisů. Je považována za jednu z nejvýznamnějších žen 17. století ve Francii.
Ninon de Lenclos se narodila v rodině francouzského nižšího šlechtice. Její matka se ji snažila nábožensky vychovávat. Otec, libertin, však podporoval dceru v její touze po poznání a povzbuzoval ji, aby četla Montaigna.
Přes svůj životní styl kurtizány dosáhla Ninon de Lenclos brzy velkého společenského uznání díky svému vzdělání a všestrannému hudebnímu talentu, své inteligenci a jazykovým schopnostem, ale také díky své kráse. Stala se jednou z hvězd éry Ludvíka XIV., i když nebyla nikdy přijata u dvora. Byla považována za mistryni vtipné konverzace a účast na jejích Jours byla velkou společenskou poctou. Mezi její přátele patřili švédská královna Kristina, Madame de Maintenon (druhá manželka Ludvíka), Molière a Madame de Sévigné.
Ninon de Lenclos přikládala velký význam své nezávislosti: nikdy se nevdala a měla nespočet milenců. Říká se, že ještě jako osmdesátiletá byla velmi vyhledávaná muži. Ona sama nebrala své rozmary, jak popisovala své milostné vztahy, příliš vážně a nikdy nevstoupila do závaznějšího vztahu s mužem. Své děti předávala k vychování jejich příslušným otcům, protože se péčí o děti nechtěla zatěžovat. Jeden z jejích synů se do ní pak zamiloval, když jí bylo 60 let. Řekla mu, že je jeho matkou, a on se pak zastřelil před jejíma očima.
Přes svůj nemorálně působící život byla považována za dobrou, věrnou přítelkyni. Podporovala přátele v nouzi penězi i činy a chtěla být vždy finančně nezávislá a nikomu nic nedlužit. Nikdy příliš nezbohatla; žila v měšťanském nájemním domě v Rue des Tournelles, který byl pro šlechtičnu příliš prostý. Vybírala si své milence hlavně na základě svých pocitů a (na rozdíl od tehdejších zvyklostí) bez ohledu na finanční nebo politické zájmy.
Po její smrti ve věku 84 let markýz de La Fare v nekrologu napsal: „Nepoznal jsem žádnou ženu, která by byla úctyhodnější a hodnější truchlení. Shromáždila nejvýznamnější obyvatele Paříže, kteří byli přitahováni kouzlem jejího konverzačního talentu. V poslední části jejího života byl její dům jediný, kde věděli, jak ocenit duchovní dary, a kde člověk mohl trávit celé dny bez her a bez nudy.“